# Азазелло
Азазе́лло (в ранних редакциях романа Фиелло) — литературный персонаж романа Михаила Булгакова «Мастер и Маргарита», демон, член свиты Воланда, «демон безводной пустыни, демон-убийца».

## Описание
Прямо из зеркала трюмо вышел маленький, но необыкновенно широкоплечий, в котелке на голове и с торчащим изо рта клыком, безобразящим и без того невиданно мерзкую физиономию. И при этом ещё огненно-рыжий.
— часть I , гл. 7
Однако в романе представлен и его истинный облик:

Сбоку всех летел, блистая сталью доспехов, Азазелло. Луна изменила и его лицо. Исчез бесследно нелепый безобразный клык, и кривоглазие оказалось фальшивым. Оба глаза Азазелло были одинаковые, пустые и чёрные, а лицо белое и холодное. Теперь Азазелло летел в своем настоящем виде, как демон безводной пустыни, демон-убийца— часть II, гл. 32

## Происхождение
Имя Азазелло восходит к герою апокрифа книга Еноха (Ветхий Завет) падшему ангелу по имени Азазель (ивр. עזאזל — демон‎):
Согласно преданию, Азазель был знаменоносцем армии Ада.

И Азазель научил людей делать мечи, ножи, щиты, броню, зеркала, браслеты и разные украшения; научил расписывать брони, употреблять драгоценные камни и всякого рода украшения и косметику, так что земля развратилась.
— Енох 2:14
Вероятно, Булгакова «привлекло» сочетание в одном персонаже способности к обольщению и убийству. Именно за коварного обольстителя-сводника принимает Азазелло Маргарита во время их первой встречи в Александровском саду. Но главная функция Азазелло в романе связана с исполнением насилия. Именно он выбрасывает из Москвы в Ялту Степана Богдановича Лиходеева, изгоняет из Нехорошей квартиры дядю Михаила Александровича Берлиоза Поплавского, убивает из револьвера барона Майгеля.
В ранних редакциях это убийство Азазелло совершал с помощью ножа, более подобающего ему как изобретателю всего существующего в мире холодного оружия. В Нехорошей квартире Азазелло появляется, войдя в прихожую прямо из зеркала, то есть тоже с помощью своего изобретения.

## Образ Азазелло в кинематографе и театре
| Название                          | Страна             | Год  | Режиссёр           | В роли Азазелло      | Примечания                      |
| --------------------------------- | ------------------ | ---- | ------------------ | -------------------- | ------------------------------- |
| Мастер и Маргарита                | Италия · Югославия | 1972 | Александр Петрович | Павле Вуисич         |                                 |
| Никогда не отвлекайтесь на работе | СССР               | 1976 | Виталий Фесисов    | Олег Табаков         | короткометражный кинофельетон   |
| Мастер и Маргарита                | СССР               | 1977 | Юрий Любимов       | Зинаида Славина      | спектакль                       |
| Мастер и Маргарита                | Польша             | 1988 | Мацей Войтышко     | Мариуш Бенуа         |                                 |
| Мастер и Маргарита                | Россия             | 1994 | Юрий Кара          | Владимир Стеклов     |                                 |
| Мастер и Маргарита                | Россия             | 2005 | Владимир Бортко    | Александр Филиппенко | телесериал                      |
| Конец света                       | Россия             | 2022 | Александр Незлобин | Владимир Канухин     | сериал                          |
| Мастер и Маргарита                | Россия             | 2024 | Михаил Локшин      | Алексей Розин        | фэнтезийный драматический фильм |